# Cielo rojo
Cielo rojo est une telenovela mexicaine diffusée en 2011-2012 sur Azteca 13.

## Acteurs et personnages
- Edith González : Alma Durán de Encinas / de Molina / de Rentería
- Mauricio Islas : Andrés Rentería
- Regina Torné : Loreto Saldívar Viuda de Encinas / Viuda de Trejo (méchant principal)
- Andrea Noli : Lucrecia de Rentería / de Robledo † (Envahi par les filières du cancer).
- Aura Cristina Geithner : Mariana de Molina / de Robledo
- Andrea Escalona : Patricia "Paty" Molina (Fin muet à cause de Loreto).
- Alejandra Lazcano : Daniela Encinas Durán / Daniela Rentería Durán
- Lambda García : Sebastián Rentería / Sebastián Bathala
- Alberto Cassanova : Ricardo Molina
- Carmen Beato : Natalia Aguilar "Nata"
- Hugo Stiglitz : Gonzalo Molina † (Il est mort d'une balle dans la nuque par Loreto).
- Hernán Mendoza : Bernardo Trejo / Bernardo Román † (Meurt de trois coups de feu par des parents Gomar).
- Alan Ciangherotti : Carlos Galván Vidal "Calo" (Se termine dans une clinique pour consommer des drogues nuisibles reavilitacion).
- Ramiro Huerta : Víctor Encinas / David Mansetti † (Il est mort après être tombé d'un immeuble en raison de ce fait pour défendre Andrew).
- Andrés Palacios : Natan Garcés † (Se faire tirer dessus par des amis de Calo, par ordonnances du Loreto).
- Gabriela Vergara : Aleida Ramos (Se rendre à un hôpital psychiatrique pour avoir tenté de tuer Alma).
- Betty Monroe : Sofía Márquez Ramos de Molina † (Il est mort d'un coup à la tête par Mariana).
- Daniel Martínez : Marcos Ávila
- Humberto Bua : Gastón Molina
- Gloria Stálina : Rosa Trejo de Molina
- Daniela Gamba : Andrea Vidal de Avila
- Patrick Fernández : César Ávila
- María José Magán : Verónica Conde Ramos (Aleida se termine comme parler à Toto).
- Simone Victoria : Carolina Vidal † (Il est mort après être tombé d'un escalier).
- Jorge Galván : Fabián
- Sergio Kleiner : Ángel Durán † (Il est mort d'un coup de feu par Loreto).
- Jorge Luis Vázquez : Alonso
- Héctor Parra : Jesús Galván (Extrémités de prison).
- Fernando Lozano : Salomón Ramos † (Mettre le feu de se suicider, par des ordres de Toto).
- Jorge Levy : Padre Servando
- Roxana Saucedo : Leticia
- Giovanni Florido : Ismael Gomár † (Tué par Bernanrdo).
- Ramon Medina Orellana : Silverio
- Martín Soto : Toto
- Luciano Zacharski : Álvaro Robledo † (Il est mort dans un accident de la circulation).
- Alonso Espeleta : Andrés Rentería (jeune)
- Sandra Itzel : Alma Durán (jeune)

## Diffusion internationale
| Pays                   | Chaîne               | Titre                | Série première |
| ---------------------- | -------------------- | -------------------- | -------------- |
| Mexique                | Azteca Trece         | Cielo rojo           | 23 mai 2011    |
| États-Unis             | Azteca America       | Cielo rojo           |                |
| Guatemala              | Azteca Guatemala     | Cielo rojo           |                |
| République dominicaine | Antena Latina        | Cielo rojo           |                |
| Porto Rico             | Telemundo Porto Rico | Cielo rojo           |                |
| Roumanie               | Acasa TV             | Sub Cerul în Flacari |                |
| Venezuela              | Televen              | Cielo rojo           |                |
| Italie                 | Lady Channel         | Cielo rojo           |                |
| Espagne                | La 1                 | Cielo rojo           |                |
| Chili                  | TVN                  | Cielo rojo           |                |
| Croatie                | RTL Televizija       |                      |                |
| Costa Rica             | Teletica             | Cielo rojo           |                |
| Lituanie               | BTV                  |                      |                |
| Géorgie                | Imedi TV             | მეწამული ცა          |                |
| Honduras               | Canal 11             | Cielo rojo           |                |
| Panama                 | RCM                  | Cielo rojo           |                |
| Colombie               | Citytv               | Cielo rojo           |                |

### Sources
- (es) Cet article est partiellement ou en totalité issu de l’article de Wikipédia en espagnol intitulé « Cielo rojo » (voir la liste des auteurs).